# I mercenari (serie di film)

Il logo degli Expendables in una scena del primo film.

I mercenari (The Expendables) è una serie cinematografica d'azione, con un cast corale, scritta ed interpretata da Sylvester Stallone, basata sui personaggi creati da David Callaham. La serie è stata creata per omaggiare i blockbuster d'azione degli anni ottanta e novanta e le sue icone, insieme ad alcuni attori moderni dello stesso genere cinematografico.
I film della serie si sviluppano in un arco di tempo di 13 anni, dal 2010 al 2023.

## Film
1. I mercenari - The Expendables (The Expendables), regia di Sylvester Stallone (2010)
2. I mercenari 2 - The Expendables (The Expendables 2), regia di Simon West (2012)
3. I mercenari 3 - The Expendables (The Expendables 3), regia di Patrick Hughes (2014)
4. I mercenari 4 - Expendables (Expend4bles), regia di Scott Waugh (2023)

## Trama

### I mercenari - The Expendables(2010)
Una banda internazionale di esperti mercenari denominati The Expendables (letteralmente I sacrificabili), guidata dall'abile Barney Ross, viene assoldata da un misterioso uomo di nome Church per destituire il dittatore dell'isola di Vilena, nel Golfo del Messico, dove un agente della CIA, James Munroe, lucra sui suoi sporchi affari, con la copertura del dittatore. Barney e i mercenari ben consapevoli della difficoltà della missione accettano l'incarico e dopo una serie di vicende spiacevoli e molte difficoltà, riescono ad uccidere Munroe e la sua squadra di soldati armati grazie anche all'aiuto del loro contatto sull'isola, Sandra, figlia del dittatore.

### I mercenari 2(2012)
Gli Expendables sono di nuovo assoldati da Church per recuperare il contenuto di una cassaforte da un aereo precipitato, con l'aiuto dell'agente della CIA Maggie Chan. La missione riesce ma il gruppo viene bloccato da un'altra squadra di mercenari, guidati da un pericoloso criminale, Jean Vilain, che li disarmano e uccidono il giovane nuovo componente del gruppo Billy The Kid. Furioso per l'accaduto Barney decide di vendicare il giovane. Dopo aver scoperto che i suoi nemici, i Sang, guidati da Jean Vilain, vogliono rubare del plutonio nascosto in una miniera, per venderlo al miglior offerente, Barney riesce a trovarli e si scatena una battaglia all'ultimo sangue alla quale partecipano tutti: gli Expendables, Trench, capo di una squadra di mercenari concorrenti, che spesso aiuterà Barney nelle sue missioni, persino Church, e Booker, vecchia conoscenza di Barney dato per morto. Dopo aver eliminato i nemici, Barney ingaggia un feroce scontro con Jean Vilain e vendica Billy, uccidendolo.

### I mercenari 3(2014)
Gli Expendables devono intercettare un carico di bombe destinate ad essere consegnate ad un signore della guerra in Somalia. Il problema è però che a capo del gruppo armato che tiene le bombe c'è Conrad Stonebanks, l'uomo con il quale Barney aveva fondato il suo gruppo e che credeva di aver ucciso per tradimento. Sconvolto, Barney fa vacillare la missione al termine della quale uno dei suoi uomini, Hale Ceaser viene gravemente ferito. Barney decide così di sciogliere la sua squadra, alla quale si era appena riaggiunto Doc, un mercenario membro della formazione originale, per reclutare membri più giovani. Questi però saranno rapiti, nel nuovo tentativo che Barney metterà in atto per uccidere Stonebanks, e quindi non gli resterà altro che rimettere in piedi la sua vecchia squadra con l'aggiunta di Galgo, mercenario stravagante, di Trench e del loro nuovo committente Max Drummer. Arrivati al nascondiglio di Stonebanks, i mercenari vecchi e giovani riescono a sconfiggere i loro nemici, e Barney uccide definitivamente il suo ex-amico.

## Futuri sviluppi
In occasione dell'uscita nelle sale cinematografiche statunitensi del film I mercenari 3, a causa del deludente incasso negli Stati Uniti della pellicola, viene messa in dubbio la produzione del quarto capitolo della saga, fino a quel momento data per certa. Alcuni componenti del cast spronano però Sylvester Stallone a proseguire la saga. In particolare Arnold Schwarzenegger nell'aprile 2015 ha rivelato a USA TODAY di avere incitato Stallone a non fare finire la saga degli Expendables e a scriverne un quarto capitolo, mentre Jason Statham, durante una intervista rilasciata a IGN nello stesso periodo, ha affermato, rispondendo a una domanda sul suo eventuale interesse a partecipare ad altri capitoli della saga:
Nell'ottobre 2015 viene finalmente annunciato che un nuovo capitolo della saga arriverà nei cinema nel 2017. Infatti il successo in Cina del terzo capitolo ha permesso alla saga action di assicurarsi il via libera anche per un quarto film. Nel luglio 2016 viene però annunciato che il quarto capitolo verrà rimandato, per dare priorità a uno spinoff al femminile, dal quale però Sylvester Stallone ha subito preso le distanze. Nel settembre 2016 Steven Seagal, che aveva rifiutato in precedenza di prendere parte alla saga a causa di alcune diatribe avute in passato con il produttore Avi Lerner, rivela di essere a buon punto nelle trattative per la partecipazione al quarto capitolo della saga.
Il 20 dicembre 2016 viene annunciato che il quarto capitolo della saga arriverà nei cinema nel 2018 e sarà il capitolo conclusivo. Il 30 dicembre 2016 lo stesso Sylvester Stallone annuncia in un video pubblicato sul proprio profilo Facebook che il prossimo capitolo della saga è in lavorazione e sarà un film molto diverso dai precedenti. Nel marzo 2017 Dolph Lundgren conferma la sua partecipazione al quarto capitolo della saga.
Il 31 marzo 2017 il progetto sembra naufragare a causa dell'addio di Stallone, dovuto a disaccordi col produttore Avi Lerner sul nome del regista e in generale sulla produzione del film. Il 5 aprile Arnold Schwarzenegger dichiara che non ha alcuna intenzione di partecipare al film in assenza di Sylvester Stallone. Qualche giorno dopo Sylvester Stallone dichiara però a TMZ di essere disponibile a riprendere parte al progetto se vengono rimossi alcuni ostacoli.
Il 13 gennaio 2018 Stallone annuncia, tramite la sua pagina Instagram, che riprenderà il ruolo di Barney Ross nel quarto capitolo della saga. A marzo Randy Couture svela che le riprese inizieranno ad agosto. Successivamente viene annunciato che l'inizio delle riprese è stato rimandato all'aprile dell'anno successivo, per dare priorità al quinto capitolo della saga di Rambo, con Stallone nella veste di interprete principale, prodotto sempre dalla Millennium Films, le cui riprese inizieranno subito dopo l'estate.
A fine gennaio 2020 viene rivelato che il quarto film della saga sarà incentrato su Lee Christmas, con Sylvester Stallone in un ruolo di supporto; le riprese dovrebbero iniziare nella prima metà del 2020, con D.J. Caruso alla regia e Arnold Schwarzenegger nel cast, i quali in seguito abbandonarono il progetto. Il progetto si è poi trasformato nel quarto capitolo della serie, I mercenari 4 - Expendables.

## Personaggi ed interpreti
Gli spazi grigi indicano che il personaggio non è presente nel film.
| Personaggio             | Film                                 | Film                  | Film                  | Film                               |
| Personaggio             | I mercenari - The Expendables (2010) | I mercenari 2 (2012)  | I mercenari 3 (2014)  | I mercenari 4 - Expendables (2023) |
| ----------------------- | ------------------------------------ | --------------------- | --------------------- | ---------------------------------- |
| Barney Ross             | Sylvester Stallone                   | Sylvester Stallone    | Sylvester Stallone    | Sylvester Stallone                 |
| Lee Christmas           | Jason Statham                        | Jason Statham         | Jason Statham         | Jason Statham                      |
| Yin Yang                | Jet Li                               | Jet Li                | Jet Li                |                                    |
| Trench Mauser           | Arnold Schwarzenegger                | Arnold Schwarzenegger | Arnold Schwarzenegger |                                    |
| Gunner Jensen           | Dolph Lundgren                       | Dolph Lundgren        | Dolph Lundgren        | Dolph Lundgren                     |
| Toll Road               | Randy Couture                        | Randy Couture         | Randy Couture         | Randy Couture                      |
| Hale Caesar             | Terry Crews                          | Terry Crews           | Terry Crews           |                                    |
| Mr. Church              | Bruce Willis                         | Bruce Willis          |                       |                                    |
| Lacy                    | Charisma Carpenter                   | Charisma Carpenter    |                       |                                    |
| Tool                    | Mickey Rourke                        |                       |                       |                                    |
| James Munroe            | Eric Roberts                         |                       |                       |                                    |
| Dan Paine               | Steve Austin                         |                       |                       |                                    |
| Generale Garza          | David Zayas                          |                       |                       |                                    |
| Sandra Garza            | Giselle Itié                         |                       |                       |                                    |
| Brit                    | Gary Daniels                         |                       |                       |                                    |
| Booker                  |                                      | Chuck Norris          |                       |                                    |
| Jean Vilain             |                                      | Jean-Claude Van Damme |                       |                                    |
| Billy "the Kid" Timmons |                                      | Liam Hemsworth        |                       |                                    |
| Hector                  |                                      | Scott Adkins          |                       |                                    |
| Maggie                  |                                      | Yu Nan                |                       |                                    |
| Conrad Stonebanks       |                                      |                       | Mel Gibson            |                                    |
| Max Drummer             |                                      |                       | Harrison Ford         |                                    |
| Doc                     |                                      |                       | Wesley Snipes         |                                    |
| Galgo                   |                                      |                       | Antonio Banderas      |                                    |
| John Smilee             |                                      |                       | Kellan Lutz           |                                    |
| Bonaparte               |                                      |                       | Kelsey Grammer        |                                    |
| Mars                    |                                      |                       | Victor Ortiz          |                                    |
| Luna                    |                                      |                       | Ronda Rousey          |                                    |
| Thorn                   |                                      |                       | Glen Powell           |                                    |
| Vata                    |                                      |                       | Robert Davi           |                                    |
| Easy                    |                                      |                       |                       | 50 Cent                            |
| Gina                    |                                      |                       |                       | Megan Fox                          |
| Lash                    |                                      |                       |                       | Levy Tran                          |
| Decha                   |                                      |                       |                       | Tony Jaa                           |
| Suarto                  |                                      |                       |                       | Iko Uwais                          |
| Marsh                   |                                      |                       |                       | Andy Garcia                        |

## Accoglienza

### Incassi
| Anno | Film                          | Budget       | Box office   | Box office | Box office   |
| Anno | Film                          | Budget       | Stati Uniti  | Italia     | Mondo        |
| ---- | ----------------------------- | ------------ | ------------ | ---------- | ------------ |
| 2010 | I mercenari - The Expendables | $80 000 000  | $103 068 524 | $4 104 395 | $274 500 000 |
| 2012 | I mercenari 2                 | $100 000 000 | $85 028 192  | $7 022 081 | $314 975 955 |
| 2014 | I mercenari 3                 | $90 000 000  | $39 322 544  | $4 011 630 | $214 657 577 |
| 2023 | I mercenari 4 - Expendables   | $100 000 000 | $16 710 153  | $-         | $37 821 395  |

### Critica
| Film                          | Rotten Tomatoes (% recensioni positive - media voto) | Metacritic | Dizionario Morandini | Il Mereghetti | Movieplayer.it | Internet Movie Database |
| ----------------------------- | ---------------------------------------------------- | ---------- | -------------------- | ------------- | -------------- | ----------------------- |
| I mercenari - The Expendables | 42% (5,3 su 10)                                      | 45 su 100  | 3 su 5               | 2 su 4        | 3,1 su 5       | 6,5 su 10               |
| I mercenari 2                 | 67% (5,9 su 10)                                      | 51 su 100  | 2 su 5               | 2 su 4        | 3,1 su 5       | 6,6 su 10               |
| I mercenari 3                 | 31% (4,9 su 10)                                      | 35 su 100  | 3 su 5               |               | 2,4 su 5       | 6,1 su 10               |
| I mercenari 4 - Expendables   | 14% (3,5 su 10)                                      | 30 su 100  |                      |               |                |                         |

## Altri media

### Fumetti
Fra maggio e luglio 2010 è stata pubblicata in quattro numeri dalla americana Dynamite Entertainment una saga a fumetti dal titolo The Expendables, scritta da Chuck Dixon e disegnata da Esteve Polls, nella quale gli eroi della saga cinematografica ritornano in azione, diventando eroi a fumetti.
La storia si colloca prima della vicenda cinematografica del film I mercenari - The Expendables, quindi il fumetto è un prequel a tutti gli effetti del film.
Alla saga degli Expendables sono dedicate anche le quattro storie a fumetti I Sacrificabili, E qualcuno morirà, I Dimenticati e Battaglia a Gerusalemme (che compongono la Quadrilogia dei Sacrificabili), pubblicate nel 2011 nei numeri 82, 83, 84 e 85 di Rat-Man Collection, realizzate da Leo Ortolani ispirandosi al film I mercenari - The Expendables di Sylvester Stallone reinterpretato con riferimento alla serie umoristica Rat-Man creata dallo stesso Ortolani.
Nel maggio 2020 un'altra serie di fumetti basata sui personaggi della saga cinematografica verrà pubblicata col titolo The Expendables Go to Hell; il progetto è stato finanziato tramite crowdfunding sul sito Indiegogo, la storia è dello stesso Stallone, con la collaborazione di Chuck Dixon, mentre i disegni sono di Graham Nolan.

### Videogiochi
La Ubisoft ha sviluppato nel 2012 un videogioco dal titolo The Expendables 2 Videogame. Il videogioco è basato sui personaggi dei film I mercenari - The Expendables e I mercenari 2, e narra le vicende accadute tra le due pellicole, così da essere un sequel del primo film ed uno spin-off del secondo.